# Association Najdeh
Association Najdeh (AN) (جمعية النجدة الاجتماعية  en arabe) est une ONG travaillant dans les secteurs du développement et de l’enseignement dans les camps de réfugiés palestiniens au Liban. Elle opère plus précisément dans et autour des camps de réfugiés. Elle cherche à lutter contre les discriminations dont sont victimes les femmes palestiniennes et participe aussi à des campagnes dans des coalitions d’organisations locales et internationales pour le droit au travail et le droit au retour des Palestiniens du Liban.

## Histoire
L’association Najdeh a été fondée en 1976 par un groupe de femmes et d’hommes libanais indépendants, notamment le docteur Kamel Mohanna, avec pour but de garantir au plus vite un revenu aux femmes réfugiées palestiniennes notamment après le déplacement de certaines familles au camp de Tél-Za'atar. Un travail de broderie initial fut organisé et a généré un revenu, puis une garderie et un lieu de travail pour les femmes fut créé. Enfin, en 1978, l'Association Najdeh a été enregistrée au Ministère de l’Intérieur comme une organisation sociale et non-gouvernementale libanaise indépendante (ONG) avec pour siège social Beyrouth.
Entre 2005 à 2006, L’association Najdeh a élaboré un Code de conduite, destiné à renforcer le rôle des institutions de la société civile. Il s’oppose à la proposition d’une constitution islamique en 2006 dans le camp de Burj El Barajneh, par des institutions à tendance islamique.
Elle s'est récemment mobilisée durant le conflit dans le camp de Nahr el-Bared de mai 2007 pour porter secours et assistance aux habitants du camp.
L'association Najdeh a organisé des manifestations dans toutes les régions du Liban, le 30 avril 2009, pour « la campagne pour le droit au travail des réfugiés palestiniens au Liban », notamment avec des commissions de la coalition libano-palestinienne, après avoir publié un rapport sur la contribution des réfugiés palestiniens à l'économie libanaise, en janvier 2009, grâce aux financements d'organismes d'aide (Diakonia/Diaconie et Christian Aid).

## Objectifs
Le but principal de l’association Najdeh est l’accroissement du rôle des femmes dans la communauté palestinienne car elle les considère comme la composante la plus sévèrement défavorisée de la communauté de réfugiés palestiniens. L’amélioration du rôle des femmes dans la communauté palestinienne concerne également leur rôle économique, social et éducatif.

## Organisation
L'association Najdeh se compose : d'une Assemblée Générale, d'un Bureau Administratif élu par cette assemblée, d'un Comité de direction dont les membres sont assignés par ce bureau administratif.
L'assemblée générale est constituée à 70 % de femmes et 30 % d’hommes. Le conseil administratif est passé ces dernières années d’une composition exclusivement féminine à un partage équilibré femmes/hommes (6 membres). Le personnel se compose principalement de femmes, membres de la communauté de réfugiés palestiniens. Quatre-vingts pour cent des bénéficiaires sont des femmes palestiniennes, tandis que les 20 % restants sont des hommes et des individus d'autres nationalités.
L'association Najdeh opère sur 26 centres dans et autour des camps de réfugiés. Ses programmes se focalisent directement sur les femmes et incluent : le programme de formation professionnelle, l’éducation populaire et le programme de tutoriel, le programme des mères et des enfants, le programme des affaires sociales, le programme contre la violence familiale, le projet de microcrédit et celui de la broderie.
Najdeh défend aussi les droits des palestiniens par des activités de sensibilisation sur des sujets tels que la santé de la reproduction, les droits de la femme et les droits de l'enfant.
Les programmes de Najdeh espèrent toucher jusqu'à 10 000 réfugiés, dans l'ensemble des camps palestiniens, tels les camps de Burj El Barajneh, Nahr el-Bared, Chatila, etc.

## Valeurs fondamentales
L’association Najdeh se base sur sa vision qu'elle tâche de promouvoir : une communauté palestinienne attachée à sa nation, une croyance en l’importance des droits de l'homme, de la justice sociale et de l’égalité homme/femme.
En étant membre de l’Humanitarian Accountability Partnership International (HAP International), depuis août 2009, elle croit dans les valeurs de l’HAP basées sur la transparence et la responsabilité.

## Financement
L’association Najdeh a plusieurs sources de financement. Les dons en forment une grande partie, leurs origines sont multiples : principalement des fonds d'organisations de donateurs et de particuliers venant d’Europe, et aussi d'associés aux États-Unis et au Canada.
Les autres sources de revenus sont : les revenus tirés de la production de broderie, les honoraires des étudiants de la formation professionnelle et ceux du programme pour les femmes et les enfants